# Mireille Jospin
Pour l’article homonyme, voir Arnaud Dandieu.
Pour les articles homonymes, voir Jospin (homonymie).
Mireille Aliette Dandieu, dite Mireille Jospin, née le 27 août 1910 à Tonneins et morte le 6 décembre 2002 à La Celle-Saint-Cloud, est une sage-femme française et une militante pacifiste. Elle est notamment la mère de l'ancien Premier ministre Lionel Jospin.

## Biographie
Mireille Aliette Dandieu naît dans une famille protestante, d'un père chaudronnier quincaillier.
Elle épouse en 1930 Robert Jospin, de qui elle a quatre enfants : Olivier, Agnès, Lionel (ancien Premier ministre) et Noëlle.

### Sage-femme et militante
Sage-femme depuis le début des années 1930, elle a toujours été passionnée par son métier et toujours émerveillée par une naissance. Elle est restée curieuse de toutes les nouvelles techniques qui accompagnent l'accouchement et n'a laissé passer aucune occasion d'apprendre, assistant à des congrès et fréquentant régulièrement les maternités.
Elle a lutté pour l'éducation sexuelle, la contraception, la pilule du lendemain, les maisons de naissance. Mireille Jospin-Dandieu s'est engagée avec le GAMS (Groupe de femmes pour l'abolition des mutilations sexuelles) contre les mutilations sexuelles et avec l'ADMD (Association pour le droit de mourir dans la dignité), dont elle était membre du comité d'honneur, contre l'acharnement thérapeutique et un droit à une aide active à mourir.
« Citoyenne du monde »[pas clair], pacifiste, elle militera avec de nombreuses associations pour un monde sans violence et une nature préservée où les hommes pourront vivre en harmonie. Elle fut membre du comité de parrainage de la Coordination française pour la Décennie de la culture de paix et de non-violence.
Elle était connue pour sa forte personnalité. En mars 2001, elle s'était encore présentée aux élections municipales à La Celle-Saint-Cloud sur la liste Ensemble à gauche, conduite par Jean-Louis Delcourt.
Surtout, lors de la grande grève nationale des sages-femmes, en mars 2001, elle avait publiquement apporté son soutien à ses consœurs, alors que son fils était à ce moment-là Premier ministre. « Je trouve inadmissible que le plus beau métier du monde soit aussi mal rémunéré et mal reconnu », avait-elle déclaré en assurant « en avoir parlé » avec son fils qui « est né à la maison et sait très bien ce que sont les sages-femmes ».
On l'a vue alors manifester, défendre le combat de ses jeunes collègues, et se battre aussi pour la création de « maisons de naissance » : des lieux où les femmes pourraient accoucher dans un environnement certes médicalisé mais dans lequel les techniques médicales ne seraient plus omniprésentes.

### La Dernière Leçon
L'ouvrage de Noëlle Chatelet, La Dernière Leçon, retrace les derniers moments de la vie de sa mère, qui avait annoncé à ses proches qu'elle programmerait sa mort. « Mireille Jospin-Dandieu, sage-femme, veuve de Robert Jospin, membre du comité de parrainage de l'Association pour le droit à mourir dans la dignité (ADMD), a décidé dans la sérénité de quitter la vie, à l'âge de 92 ans, le 6 décembre 2002 », est-il ainsi écrit dans son avis de décès. Elle meurt dans son appartement de La Celle-Saint-Cloud, dans les Yvelines. Elle est inhumée aux côtés de son époux à Meudon.

### Filmographie
- Bernard Baissat a réalisé, en 2000, un film-portrait de Mireille Jospin, intitulé Mireille Jospin-Dandieu, une femme en marche (voir en ligne). Ce film a été diffusé sur le canal international francophone TV5 en 2003 ;
- La Dernière Leçon, adaptation de l'ouvrage autobiographique de Noëlle Chatelet, réalisée par Pascale Pouzadoux et avec Sandrine Bonnaire et Marthe Villalonga dans les rôles principaux.